# Curly coated retriever
El Curly coated retriever és una raça de gos de caça utilitzat com a gos cobrador retriever. De cap i musell llargs, la seva mossegada és de tisora: en tancar la boca les dents de baix queden a la part interior de les de dalt. Les orelles són mitjanes i es mantenen caigudes. El seu pèl és curt i arrissat, sent el color de pelatge negre o castany vermellós fosc (com el color del fetge), encara que hi ha també alguns blancs. La seva cua és llarga. La seva alçada de la creu o les espatlles és de 62 a 68 cm. El pes és de 32 a 36 kg. Aquesta raça té el seu origen a Anglaterra, establerta durant el segle xvi. És més antiga que el retriever de pèl llis, encara que aquesta li va reemplaçar en popularitat per agredir menys a la presa amb la boca i tenir millor olfacte. Tot i això, el Retriever de pèl arrissat té tant mèrit i és tan intel·ligent i treballador com el seu parent.